# William Heberden

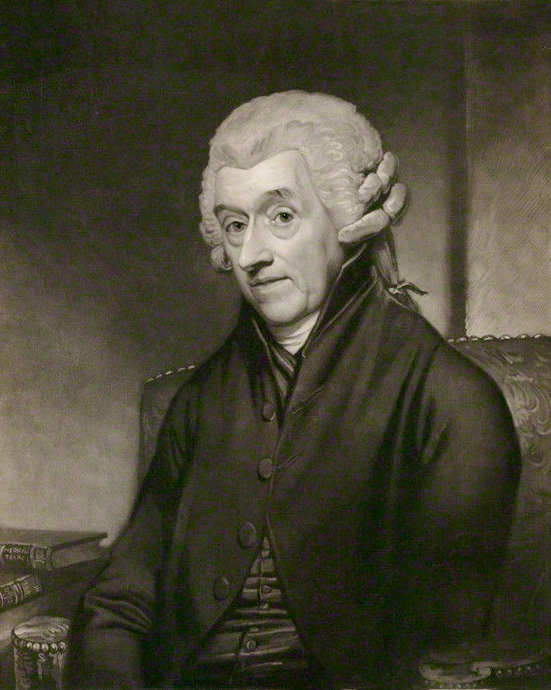
William Heberden

William Heberden Sr. (* 1710 in London; † 17. Mai 1801 ebenda) war ein englischer Mediziner, der 1768 eine klassische Beschreibung der Angina pectoris gab.

## Leben und Wirken
Heberden studierte Medizin in London und ab 1724 am St John’s College in Cambridge, wo er 1732 den Magister und 1739 den Doktortitel erlangte. Daraufhin arbeitete er in Cambridge fast zehn Jahre als praktischer Arzt und lehrte Materia medica, bevor er 1746 nach London übersiedelte, wo er in das Royal College of Physicians aufgenommen wurde und ab 1748 als Arzt praktizierte. 1749 wurde er zum Mitglied der Royal Society gewählt.
Er machte die ersten Beschreibungen zu den Windpocken, zu den Symptomen der von ihm erstmals (1768 vor dem Royal College of Physicians) so genannten Angina pectoris und den typischen Knötchen an den Fingerendgelenken, die bei einer bestimmten Form von Arthrose ausgebildet werden.
Heberden heiratete zweimal, zuerst 1752 Elizabeth Martin, mit der er einen Sohn Thomas hatte, den späteren Stiftsherrn von Exeter. Nach dem Tod seiner ersten Frau 1754 heiratete er Mary Wollaston, eine Tochter von Francis Wollaston, und hatte weitere acht Kinder mit ihr, von denen aber nur zwei überlebten: William, der seinem Vater als Mediziner nachfolgte, und Mary.

## Schriften
- Αντιθηεριακα [Antitheriaka]. An essay on Mithridatium and Theriaca. London 1745 (= Hanoverian tracts, Folge 2, Band 2, Nr. 7).
- A collection of the yearly bills of mortality, from 1657 to 1758 inclusive. Together with several other bills of an earlier date. London 1759.
- On the chickenpox. In: Med. Transact. Coll. Phys. London 1768, S. 427–436.
- Some accounts of a disorder of the breast. Med. Transact., London 1772.
- Commentaries on the history and cure of diseases. 1802.